# Sami Swoi (zespół muzyczny)
Sami Swoi – polski zespół jazzowy utworzony w październiku 1968 roku we Wrocławiu. Jedna z najpopularniejszych polskich orkiestr jazzowych. Założona i od 1968 kierowana przez Juliana Kurzawę, od 1981 przez Zbigniewa Czwojdę, a od 1990 przez Jana Młynarczyka.

## Historia
Zespół Sami Swoi działał przy klubie studenckim Pałacyk. Zadebiutował w 1969 roku na Studenckim Festiwalu Jazzowym Jazz nad Odrą we Wrocławiu w składzie: 
- Julian Kurzawa – lider; trąbka,
- Antoni Bilewicz – saksofon tenorowy,
- Edward Gościej – saksofon altowy,
- Rafał Zydroń – saksofon sopranowy,
- Bogusław Sołuk – klarnet,
- Jerzy Śliwiak – suzafon,
- Jerzy Bugała – puzon,
- Wiktor Zydroń – banjo
- Jerzy Sorski – banjo,
- Mikołaj Włodarski – fortepian,
- Zenon Uniastowski – perkusja.

Od lat gramy głównie w klubach studenckich. Od jakiegoś czasu na tych graniach spotykają się ci sami ludzie. Nasz skład właściwie sam się wykrystalizował i któregoś dnia stwierdziliśmy, że grają sami swoi. To jesteśmy Sami Swoi. Czy polski zespół jazzowy musi mieć angielską nazwę? Ta nasza bardzo dobrze się kojarzy.

{{Cytat}} Linki zewnętrzne: "źródło".
Na przestrzeni lat wielokrotnie zmieniał i powiększał się skład Samych Swoich. Przez zespół przewinęli się, m.in.: Andrzej Pluszcz (gitara basowa), Marek Janczara (trąbka), klarneciści i saksofoniści: Zygmunt Górecki, Ryszard Lipiec, Jerzy Łukaszczyk, Henryk Miśkiewicz, Andrzej Muzyk, Piotr Prońko, Waldemar Rakowski, Ryszard Wojciechowski, Wacław Zarębski, Seweryn Zawadzki; pianiści: Piotr Gębala, Marek Laszkowski, Jarosław Małys, Bogusław Razik, Janusz Szprot, Paweł Tabaka; Adam Adamczyk (tuba); kontrabasiści: Kazimierz Czernichowski, Jerzy Mickoś, Marian Pawlik i perkusiści: Mieczysław Górka, Edward Kołcz, Zbigniew Lewandowski, Krzysztof Przybyłowicz. Długą listę solistów współpracujących z wrocławianami otwierają artyści krajowi: Marek Tarnowski, Hanna Banaszak, Jan Izbiński, Andrzej Rosiewicz, Izabela Zając, Małgorzata Jabłońska, Leszek Dranicki, grupa Music Market, jak i zagraniczni: Betty Dorsey, Bill Ramsey, Andrew Thomas, Jenny Evans, Helena Vondráčková, Wayne Bartlett oraz amerykański saksofonista Buddy Johnson. Muzycy występowali na największych festiwalach jazzowych, zdobywając uznanie publiczności i krytyków. Wielokrotnie na Międzynarodowym Festiwalu Jazzowym Jazz Jamboree w Warszawie (1972–1973, 1981) oraz na Old Jazz Meetingu w Warszawie (1974–1979, 1981–1982). Mają na swoim koncie także wiele wojaży zagranicznych, koncertował, m.in. w ZSRR (1970, 1980), Finlandii (1974), w Hiszpanii (po raz pierwszy w 1975), RFN, NRD, Holandii, Francji, Danii, Finlandii, Szwecji, Czechosłowacji, Włoszech, Jugosławii, Austrii i Bułgarii.  
Wrocławska formacja jest laureatem wielu nagród w kategorii zespołów jazzu tradycyjnego zdobytych podczas Studenckiego Festiwalu Jazzowego Jazz nad Odrą: 
- III nagrody w 1969,
- II nagrody w latach 1970–1971,
- I nagrody w 1972,
- wyróżnienia w 1973.

Otrzymała także:  
- tytuł zespołu ekstraklasy europejskiej na festiwalu w Prerov (Czechosłowacja) w 1973,
- tytuł najlepszego zespołu jazzu tradycyjnego na festiwalu w San Sebastian (Hiszpania) w 1974,
- złoty medal na festiwalu jazzowym w Kromieryżu (Czechosłowacja) w 1975,
- nagrodę publiczności na festiwalu jazzowym w Mönchengladbach (RFN) w 1975.

Pod koniec lat 70. XX w. Sami Swoi stali się orkiestrą, lecz nie zamykali się na nowości i nie szufladkowali w jazzie tradycyjnym, grając również be-bop, cool, mainstream, funk i jazz-rock. W swoim ówczesnym repertuarze mieli także utwory orkiestr swingowych: Glenn Miller, Tommy Dorsey, Benny Goodman, Duke Ellington, Count Basie, Woody Herman. Ponadto zrealizowali kilkanaście programów telewizyjnych, m.in. z cyklu Panorama Jazzu Polskiego.

Willis Conover z Voice of America, miłośnik jazzu i autor słynnej nocnej audycji radiowej z czasów zimnej wojny, był w 1980 roku w klubie Akwarium na Jazz Jamboree. Wszedł na scenę i powiedział, że nigdy nie słyszał tak znakomitego brzmienia pochodzącego z małego zespołu. Powiedział, że jesteśmy najlepsi na świecie, mam to zapisane na taśmie.

{{Cytat}} Linki zewnętrzne: "źródło".
W latach 1981–1990 z orkiestrą związany był trębacz Zbigniew Czwojda (ex- Crash). Pod jego kierownictwem przekształciła się ona z zespołu wykonującego jazz tradycyjny w formację jazz-rockową i występowała na najważniejszych europejskich festiwalach jazzowych, takich jak: Pori Jazz Festival (Finlandia) i North Sea Jazz Festival w Hadze (Holandia). W tym okresie koncertowała głównie na terenie Europy Zachodniej, a także w kraju. W 1990 roku Z. Czwojda odszedł i założył własny zespół The New Sami Swoi Orchestra. Liderem Samych Swoich został wówczas wieloletni muzyk formacji Jan Młynarczyk (puzon), a w skład orkiestry wchodzili, m.in.: Jan Gonciarczyk (kontrabas), Bronisław Grodzicki (trąbka), Leszek Kułakowski (fortepian, instrumenty klawiszowe), Władysław Kwaśnicki (klarnet, saksofon altowy i tenorowy), Andrzej Sienicki (flet, klarnet, saksofon altowy i tenorowy), Marian Szarmach (perkusja). W 1998 i 2008 roku zespołowi Sami Swoi przyznano "Honorową Złotą Tarkę" za wkład w rozwój polskiego jazzu, a także z okazji jubileuszu 30-lecia i 40-lecia działalności.
Obecnie wrocławska orkiestra występuje pod nazwami Sami Swoi Orchestra i Sami Swoi Old Jazz Production. Muzycy formacji są też znani z wykonań światowych standardów muzyki tanecznej, w związku z czym występowali na wielkich balach, takich jak: ślub syna Guntera Sachsa w zamku Schleißhiem w Bawarii, Bal Prasy w Norymberdze, Bal Sylwestrowy w hotelu Hayatt Regency w Kolonii, czy Polonia Bal w hotelu Marriott w Wiedniu. Obecnie w skład zespołu wchodzą: Magdalena Zawartko (śpiew), Anna Maria Mbayo (śpiew), Jan Młynarczyk (lider, puzon), Adam Lepka (trąbka), Marek Janczara (trąbka), Adam Kawończyk (trąbka), Waldemar Rakowski (saksofon tenorowy, klarnet), Janusz Witko (saksofon tenorowy i sopranowy), Władysław Kwaśnicki (saksofon altowy), Karol Gola (saksofon altowy), Jan Gonciarczyk (kontrabas), Andrzej Michalak (gitara basowa), Jakub Olejnik (kontrabas), Marek Markowski (fortepian), Jerzy Kaczmarek (fortepian), Zbigniew Lewandowski (perkusja), Przemysław Jarosz (perkusja).

## Dyskografia
- Tribute to Armstrong (Muza 1972)
- Cirrus (Muza 1973)
- Ach, jak przyjemnie (Muza 1976)
- Sami Swoi & Hanna Banaszak & Jan Izbiński (Tonpress 1978)
- Summertime (Pronit 1979; longplay Hanny Banaszak)
- Hot Jazz Orchestra (Poljazz 1980)
- Live in Henkelmann (JG Rec. 1980)
- Sami Swoi in Concert - The Locust (Muza 1980)
- Sami Swoi Play Glenn Miller SS (Jazz Prod. 1986)
- Let's Dance Together vol.1 i vol. 2 (Deutsche Austrophon 1989)
- Sami Swoi XXX-lecie Live Koncert (Jazz Forum Rec. 2000)